# Sabatera d’agulles d’ull de perdiu
La sabatera d'agulles d'ull de perdiu (Sarcodon squamosus), també anomenada sabatera d'agulles esquamosa i sabatera borda, és una espècie de fong de l'ordre dels teleforals (Thelephorales). És una sabatera d'agulles de pinedes muntanyenques que creix preferentment sobre sòls silicis i caracteritzada pel barret cobert per esquames fosques i erectes sobre un fons més pàl·lid

## Morfologia

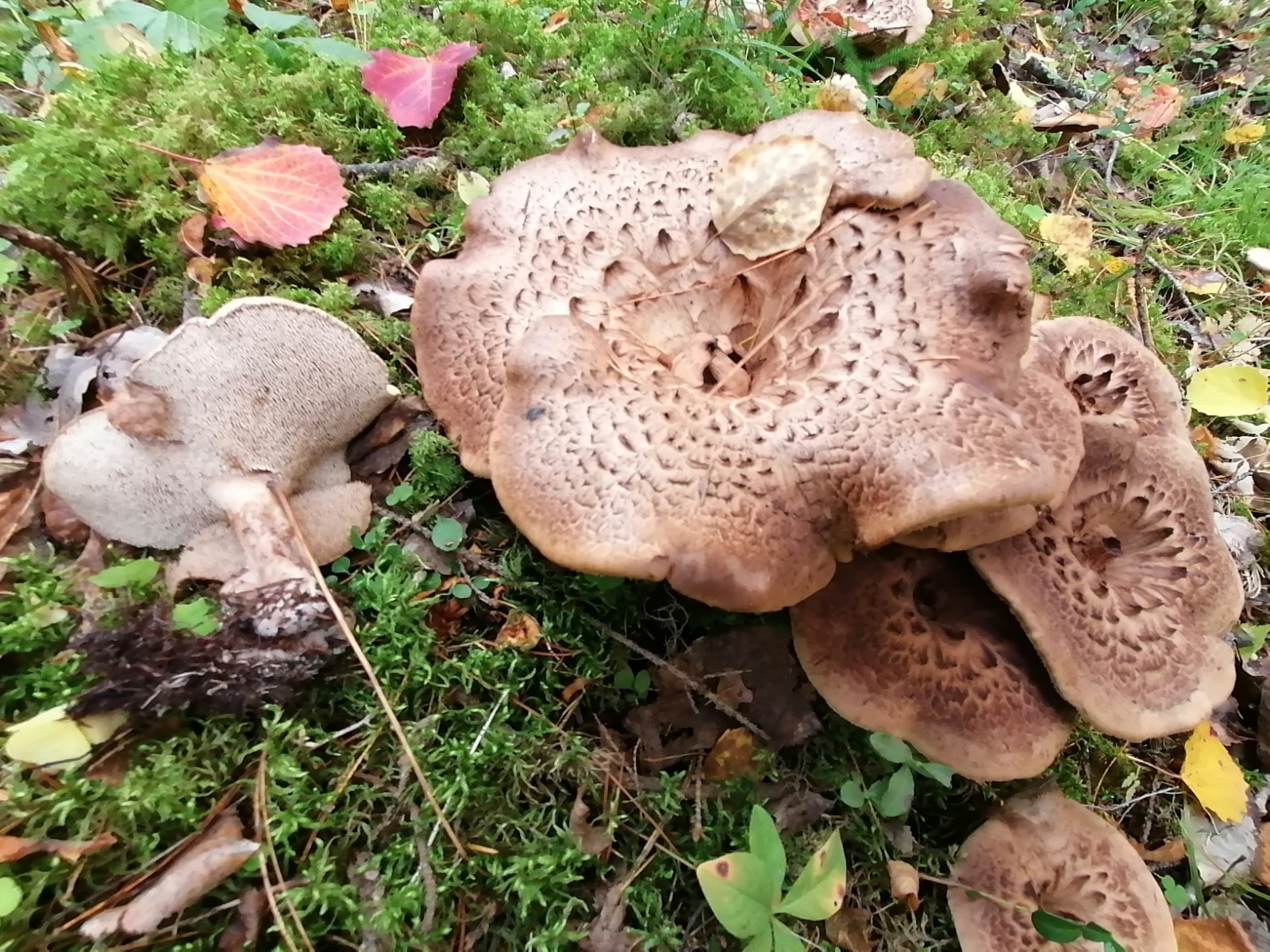
Sabatera d'agulles d'ull de perdiu (Sarcodon squamosus)

Barret molt gran, de fins a 30 cm de diàmetre; compacte; molt de temps convex, finalment aplanat i només centre feblement deprimit; superfície quan jove bru grisenca, bru fosc en madurar, coberta per esquàmules manifestes, erectes especialment al centre del barret, bru negroses, sempre més fosques que la resta del barret, fins i tot en els exemplars joves; marge excedent, incurvat durant molt de temps.
Agulles de fins a 1 cm de longitud; rectilínies; de grisenques a porpres amb els extrems blanquinosos.
Cama curta, de fins a 8 cm; més clara que el barret, blanquinosa al peu.
Carn ferma; blanquinosa; amarga al tast.

## Hàbitat

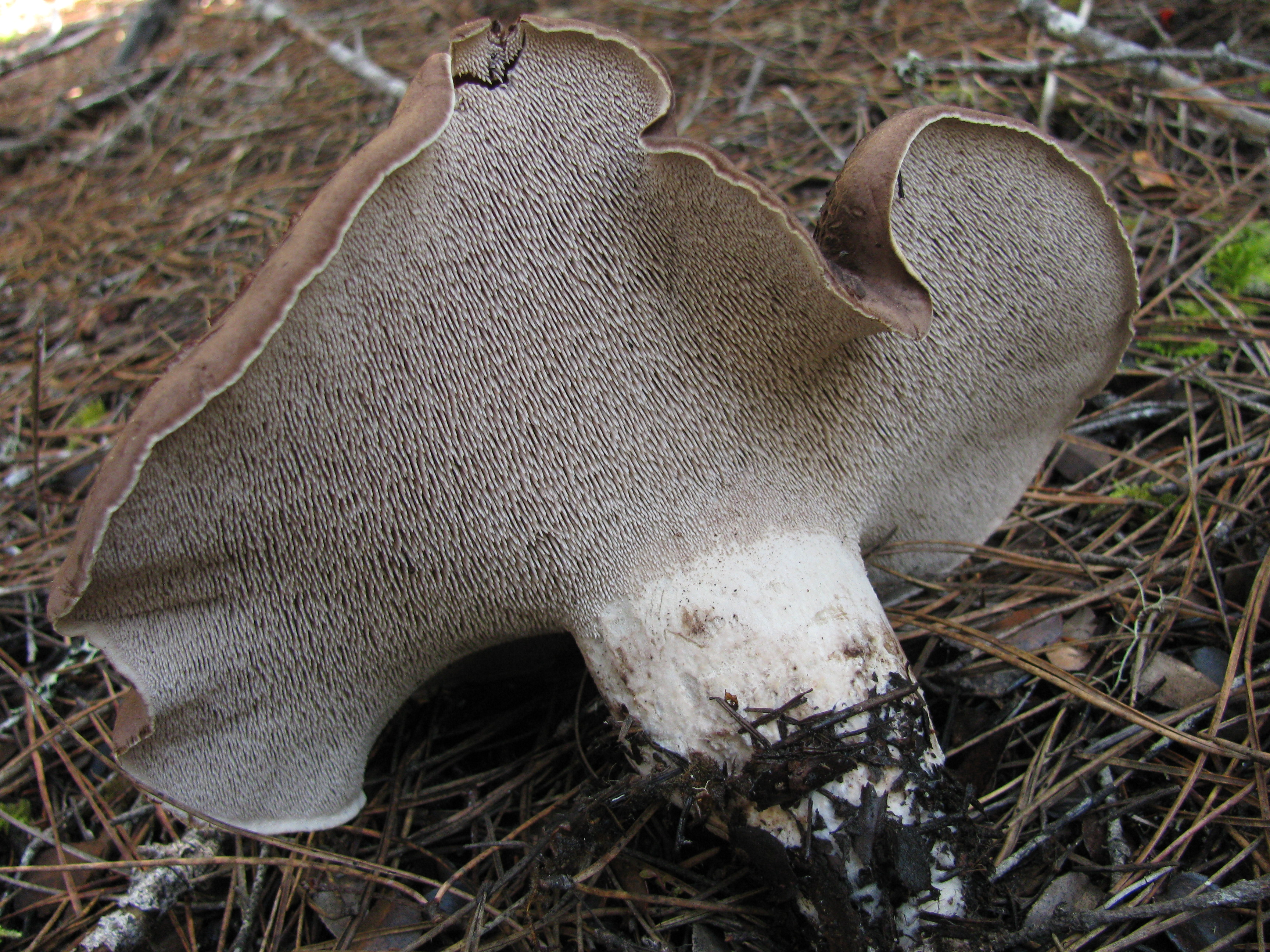
Revers de la sabatera d'agulles d'ull de perdiu (Sarcodon squamosus)

Comú; des de finals d’estiu a la tardor; tant sobre sòls silicis com calcaris; des de l’estatge subalpí a l'estatge montà; en boscos de coníferes, preferentment adultes; vora pins (pi negre, pi roig, pinassa, pinastre).

## Comentaris
Fins la publicació de Johannesson et al. (1999) aquesta espècie no es diferenciava de Sarcodon imbricatus, espècie que només creix vora pícees. En l'Europa mediterrània aquesta conífera només la podem trobar en alguna repoblació forestal a muntanya i en determinats jardins. Per la raó esmentada, cal considerar la sabatera d'agulles d'ull de perdiu (S. squamosus) com una sabatera comú en boscos de coníferes dels Pirineus, molt més del que es podria deduir de les referències bibliogràfiques. La majoria de texts que descriuen S. imbricatus cal considerar que tracten la sabatera d’agulles d’ull de perdiu.
Aquest bolet també s'ha confós amb la sabatera d'agulles fissurada (Hydnellum glaucopus) que és molt semblant i es troba en boscos de coníferes.
En indrets més frescals i humits, com castanyedes i rouredes, es troba la sabatera d'agulles de carn violeta (Hydnellum joeides) que es distingeix per tenir la carn de color rosa lilós, que, en contacte amb l'aire, es torna violeta vermellós.

## Comestibilitat
No és comestible, eI gust fortament amargant de la carn el fa totalment immenjable. Per reduir l’amargor de la carn es recomana consumir exemplars joves, prèviament escaldats o conservats en salmorra; la dessecació evita tots aquests tractaments previs.